# Cá bốn mắt
Cá bốn mắt, tên khoa học Anableps, là một chi cá trong họ Anablepidae. Chúng có đôi mắt lớn lên trên đỉnh đầu và chia thành hai phần khác nhau, để có thể nhìn thấy bên dưới và trên mặt nước cùng một lúc. Chúng sống tại nước ngọt và nước lợ và hiếm khi ra ven biển. Chúng có nguồn gốc từ vùng đất thấp ở miền nam México đến Honduras và miền bắc Nam Mỹ.

## Loài
Hiện tại có ba loài được công nhận trong chi này:
- Anableps anableps (Linnaeus, 1758): Cá bốn mắt vảy lớn
- Anableps dowei T. N. Gill, 1861: Cá bốn mắt Thái Bình Dương
- Anableps microlepis J. P. Müller & Troschel, 1844: Cá bốn mắt thông thường